# Водний
Во́дний (рос. Водный) — селище у складі Притобольного району Курганської області, Росія. Входить до складу Березовської сільської ради.
Населення — 196 осіб (2010, 232 у 2002).
Національний склад станом на 2002 рік:
- росіяни — 90 %